# Mejajok
Mejajok (auch: Bigetjak Island, Bigetjak-To, Biked, Mezetchoku, Zeyakku-tō) ist eine Insel des Ailinglaplap-Atolls in der Ralik-Kette im ozeanischen Staat der Marshallinseln (RMI).

## Geographie
Das Motu liegt im Nordsaum des Riffs zwischen Bikar (O) und Woller (SW) an der Mezetchoku Passage (Mejejok, Mezetchoku-Suido). Das Motu ist grob tropfenförmig.

## Klima
Das Klima ist tropisch heiß, wird jedoch von ständig wehenden Winden gemäßigt. Ebenso wie die anderen Orte der Ailinglaplap-Gruppe wird Mejajok gelegentlich von Zyklonen heimgesucht.